# Ghost in the Machine
Ghost in the Machine («Fantasma en la máquina») es el cuarto álbum de The Police, editado y publicado en 1981.
La revista Rolling Stone puso al disco en el puesto 322 de su lista de "Los 500 mejores de la historia", aunque hubo críticas sobre su posición en comparación con Synchronicity (en el puesto 455).
Ghost in the Machine es el álbum de estudio con mejor grabación de sonido en la historia de The Police. Además, está claramente influenciado por la situación sociopolítica mundial en sus letras y es el más oscuro de los cinco editados en estudio por el trío británico.
Durante las sesiones fueron grabadas las canciones «Flexible Strategies» y «Low Life», las cuales fueron incluidas como Lados-B de los sencillos «Every Little Thing She Does Is Magic» y «Spirits in the Material World».
Fue un éxito a ambos lados del Atlántico, además de que cuenta con varios éxitos de la banda.

## Contexto

### Antecedentes
La banda había grabado Zenyatta Mondatta con cierta dificultad, debido a los problemas entre los integrantes de la banda y los cortos tiempos de trabajo. A pesar de eso el álbum fue un éxito y su sencillo «Don't Stand So Close to Me» ganó un Grammy en 1981 y fue el sencillo más vendido de 1980 en el Reino Unido. En adición, la banda tuvo problemas con el productor Nigel Gray.
En contraste, para las sesiones de Ghost in the Machine la banda contó con más tiempo y mayor cohesión entre sus miembros.

### Grabación
La banda grabó el álbum entre enero y el 1 de octubre de 1981, en dos localidadesː Quebec (Canadá) y Monserrat, isla del Caribe propiedad de la Corona británica.
Contaron con seis meses de trabajos, y con el apoyo de un nuevo productorː Hugh Padgham. Para las sesiones en Montserrat, la banda utilizó el lujoso complejo AIR Studios, de propiedad del exproductor de The Beatles y amigo de sus antiguos miembros George Martin.
Las sesiones de Quebec se dieron en Le Studio.

## Lanzamiento y promoción
Para promocionar el disco, la banda lanzó como sencillos el tema «Invisible Sun», el 25 de septiembre de ese año. Su vídeo y su letra trataban temas bélicos, por lo que la BBC censuró la canción.
El álbum fue lanzado el 2 de octubre de 1981 por la disquera A&M.
Como sencillos extraídos del álbum la banda lanzó los temas «Every Little Thing She Does Is Magic» (el mayor éxito del álbum), «Spirits in the Material World» el 11 de diciembre y «Secret Journey» en mayo de 1982.

## Contenido

### Portada
La portada de Ghost in the Machine es negra. En la esquina superior izquierda sitúa el logo del grupo y en la opuesta el título, mientras que al centro pone unas figuras similares a los números de un visualizador de siete segmentos en un reloj digital, que representan las tres etapas del Sol, desde  el amanecer hasta el ocaso pasando por el punto más álgido en el medio día. Aparentemente, describe asimismo de forma estilizada las cabezas de los tres miembros del grupo.

### Composición
La banda declaró que Ghost in the Machine se inspiró en el libro homónimo del autor austro-húngaro Arthur Koestler, influencia importante para Sting; la obra de Koestler fue publicada en 1967 y trata de la relación entre el cuerpo y la mente.

## Recepción
El álbum alcanzó el segundo lugar en las listas británicas y sus sencillos gozaron de éxito, llegando a los puestos 3° («Every Little Thing She Does Is Magic»), 11° («Spirits in the Material World»), y un Top 40 («Secret Journey»), respectivamente.

## Legado
Michael Galucci de UCR lo considera el álbum más intelectual y político de The Police, y lo posiciona en el tercer lugar entre sus cinco álbumes de estudio,

## Lista de canciones
- Todas las canciones fueron compuestas y escritas por Sting, excepto donde se indique.

1. "Spirits in the Material World" – 2:59
2. "Every Little Thing She Does Is Magic" – 4:22
3. "Invisible Sun" – 3:44
4. "Hungry for you (J'aurais toujours faim de toi)" – 2:53
5. "Demolition man" – 5:57
6. "Too much information" – 3:43
7. "Rehumanize yourself" (Stewart Copeland / Sting) – 3:10
8. "One world (Not three)" – 4:47
9. "Omegaman" (Andy Summers) – 2:48
10. "Secret Journey" – 3:34
11. "Darkness" (Stewart Copeland) – 3:14

## Miembros
The Police
- Sting - voz principal y coros, bajo sin trastes
- Andy Summers - guitarra eléctrica y coros
- Stewart Copeland - batería y coros

Colaboradores
- Jean Roussel - sintetizadores y piano en "Every Little Thing She Does Is Magic".
- Olaf Kubler - saxofón

### Producción
- Producido por The Police y Hugh Padgham.
- Grabado en AIR STUDIOS, Montserrat, en 1981.
- "Every Little Thing She Does Is Magic" grabado en LE STUDIO, Quebec.
- Dirección artística por Jeffrey Kent Ayeroff y Mick Haggerty.
- Arte y diseño por Mick Haggerty.
- Discográfica: A&M Records.